# 라도슬라프 벨리코프
라도슬라프 마리노프 벨리코프(불가리아어: Радослав Маринов Великов, 1983년 9월 2일~)는 불가리아의 레슬링 선수이다. 올림픽에 3회 참가했고 2008년 하계 올림픽 남자 자유형 밴텀급에서 동메달을 획득하였다. 또한 세계 선수권 대회에서 금메달 1개, 은메달 2개를 획득했다.